# Milan Kašanin
Milan Kašanin (Servisch: Милан Кашанин) (Beli Manastir, 21 februari 1895 – Belgrado, 22 november 1981) was een Servische kunsthistoricus, kunstcriticus, schrijver, literatuurhistoricus en cultuurpaus.

## Werk
Hij studeerde kunstgeschiedenis aan de Sorbonne. Met het proefschrift Bela crkva Karanska (De witte kerk van Karan) heeft hij in Belgrado in 1926 zijn doctoraat behaald. Hij was curator bij het Museum van hedendaagse kunst, directeur van het Museum van prins Pavle en de Frescogalerie te Belgrado. Hij is ook bekend als een van de organisatoren van de eerste grote Europese tentoonstellingen in Belgrado: Het Italiaanse portret door de eeuwen heen (1938) en Franse schilderkunst van de 19e eeuw (1939). Hij was initiatiefnemer en redacteur van het tijdschrift Umetnički pregled (Kunstoverzicht) dat tussen 1937 en 1941 uitgegeven werd. Hij stond aan het hoofd van het Museum van prins Pavle (de toenmalige benaming van het Nationaal museum te Belgrado) van 1935 tot 1944.
Om de kunstcollectie van het Museum van prins Pavle samen te kunnen stellen reisde Kašanin door Europa en verbleef o.a. in Nederland. Zijn reisverslagen, eerst in dagbladen gepubliceerd en later ook in de bloemlezing „Pronađeni predmeti” (Gevondene voorwerpen) (1962), zijn daar getuigen van. De organisatie van de tentoonstellingen van zowel Joegoslavische kunst in Amsterdam als Nederlandse kunst in Belgrado wordt tevens aan Kašanin toegeschreven; daarvoor werd een hoge onderscheiding van het Koninkrijk der Nederlanden aan hem toegekend. 
In het kader van zijn wetenschappelijk werk onderzocht hij de Servische kunst vanaf de middeleeuwen tot de moderne tijd. Zijn interpretaties berusten op inzichten gewonnen door de Franse onderzoeksschool van het interbellum en zijn gebaseerd op een geraffineerde stijlanalyse. Hij leverde een aanzienlijke bijdrage aan de kennis van de Servische middeleeuwse letterkunde. Hij publiceerde kunstkritieken sinds 1924 in bladen zoals Politika, Vreme (Tijd) en in het tijdschrift Reč i slika (Woord en beeld).

## Privéleven
Op 21 februari 2012 is een gedenkplaat onthuld aan het gebouw in de Hilandarska straat in Belgrado, waar hij met zijn vrouw en kinderen woonde. 

## Belangrijke werken
- "Srpska umetnost u Vojvodini od doba despota do doba ujedinjenja" (Servische kunst in Vojvodina van de despotentijd tot de eenwordingstijd), 1927
- "Bela crkva Karanska" (De witte kerk van Karan), 1928
- "Dobrun" (Dobrun), 1928
- "Dva veka srpskog slikarstva" (Twee eeuwen schilderkunst), 1942
- "Umetnost i umetnici" (Kunst en kunstenaars), 1943
- "Savremeni beogradski umetnici" (Hedendaagse Belgradose kunstenaars), 1952
- "Umetničke kritike" (Kunstkritieken), 1968
- "Srpska književnost u srednjem veku" (Servische literatuur in de middeleeuwen), 1975
- "Slučajna otrkića" (Toevallige ontdekkingen), 1977
- "Kamena otkrića" (Stenen ontdekkingen), 1978
- "Pogledi i misli" (Meningen en gedachten), 1978

## Onderscheidingen
- De Orde van Sint-Sava vijfde, derde en eerste klasse
- De Ordre national de la Légion d'honneur vierde klasse (1936)
- De  Poolse Orde “Polonia Restituta”
- De Deense orde derde klasse
- De Nederlandse orde vierde klasse